# Bacúrov
Bacúrov (in ungherese Bacúr, in tedesco Wasserau) è un comune della Slovacchia facente parte del distretto di Zvolen, nella regione di Banská Bystrica.